# Althausen (Bad Mergentheim)
Althausen ist ein Stadtteil von Bad Mergentheim im Main-Tauber-Kreis im Nordosten Baden-Württembergs.

## Geographie
Die Stadtteilgemarkung Althausens umfasst das Dorf Althausen und das einzelne Gehöft Üttingshof. Das Dorf liegt in Luftlinie etwas über drei Kilometer südwestlich der Stadtmitte von Mergentheim auf Höhen von meist etwas unter 268 m ü. NHN am Zusammenfluss des linken Brunnentalbachs mit dem rechten Lustbronner Bach zum Althäuser Bach, einem kurzen linken Nebenfluss des Wachbachs. Vor allem im westlichen Teil der etwa 12,6 km² großen Gemarkung liegen Hang- und Höhenwälder, die insgesamt etwa die Hälfte von deren Fläche bedecken.
Das Dorf wird von der Landesstraße L 514 erschlossen, die es aus Assamstadt im Südwesten durchs Tal des Lustbronner Bach erreicht und dann bachabwärts weiter bis Neunkirchen führt, wo sie in die B 19 einmündet. Der Üttinghof ist über einem asphaltierten Wirtschaftsweg, der Üttingshofer Steige, erreichbar. Über einen weiteren Wirtschaftsweg, der Bobstadter Straße, gelangt man zum Autobahnzubringer A81 Boxberg/Bad Mergentheim, von dem aus die Nachbarorte Bobstadt und Assamstadt und weitere erreichbar sind.

## Geschichte

### Mittelalter
Im Jahre 1192 wurde der Ort erstmals urkundlich als Althusen erwähnt. Grabfunde im Ort und unmittelbar südwestlich davon lassen darauf schließen, dass Althausen ein Ausbauort der Merowingerzeit ist. 1192 erhielt der Johanniterorden Althausen als Schenkung durch die Herren von Boxberg. Im 13. Jahrhundert gehörte Althausen wohl nur als Schirmort der Herrschaft Neuhaus, welche die Herren von Hohenlohe-Brauneck um 1300 dem Hochstift Würzburg als Lehen auftrugen. Nach mehreren Verpfändungen (Neuhaus, Igersheim) gewann der Deutsche Orden um 1411 endgültig die Herrschaft über Althausen. Noch 1444 waren einzelne Rechte an Gericht und Vogtei in Händen der Sützel von Mergentheim.

### Neuzeit
Die Sützel verkauften 1550 einen Teil ihrer Rechte an die Geyer von Giebelstadt, deren Besitz wiederum im Jahre 1708 an Preußen fiel. Noch bis ins 17. Jahrhundert erhob Althausen aufgrund alter Gemeinderechte den Anspruch, als Freidorf zu gelten. Althausen gehörte zum Deutschordensamt Neuhaus. Ab 1809 stand der Ort unter der Landeshoheit des Königreichs Württemberg und zählte seit 1809/10 zum Oberamt Mergentheim, seit 1938 zum Landkreis Mergentheim.
Am 1. Januar 1972 wurde Althausen gemeinsam mit Apfelbach, Löffelstelzen, Markelsheim und Neunkirchen nach Bad Mergentheim eingemeindet. Als am 1. Januar 1973 im Rahmen der baden-württembergischen Kreisreform der Landkreis Mergentheim aufgelöst wurde, gehörte Althausen in der Folge zum neu gebildeten Tauberkreis, der am 1. Januar 1974 seinen heutigen Namen Main-Tauber-Kreis erhielt.

## Kultur und Sehenswürdigkeiten

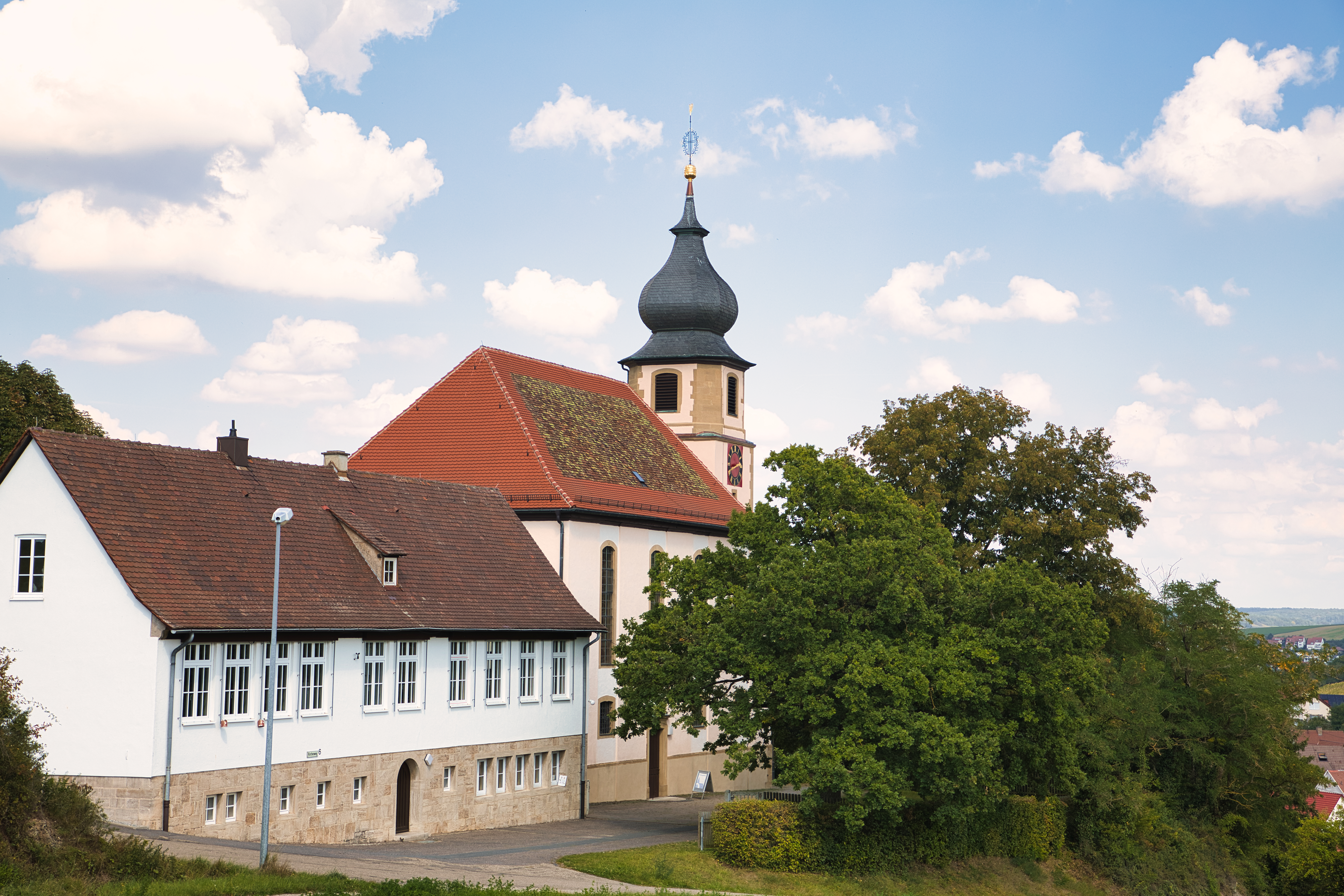
Die evangelische Jodokuskirche mit dem Kindergarten

- Evangelische Pfarrkirche

## Wirtschaft und Infrastruktur

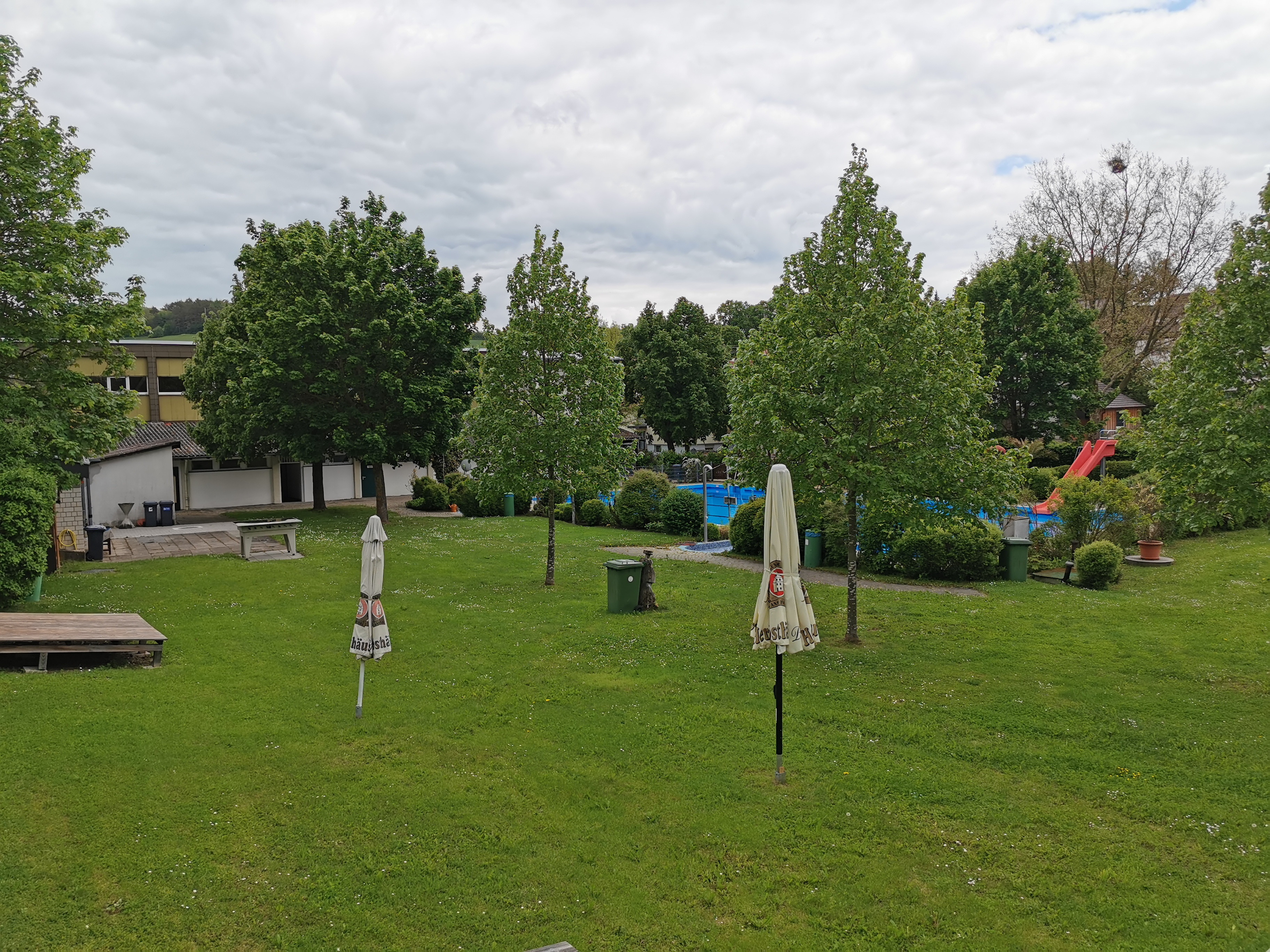
Freibad Althausen, 2021

### Freibad Althausen
In Althausen befindet sich eines der drei Freibäder von Bad Mergentheim.